# دييغو أغيلار
دييغو أغيلار (بالإسبانية: Diego Aguilar Millán)‏ هو لاعب كرة قدم مكسيكي في مركز الدفاع، ولد في 13 يناير 1997 في تولوكا في المكسيك. لعب مع نادي ديبورتيفو تولوكا.

## وصلات خارجية
- دييغو أغيلار على موقع قاعدة بيانات كرة القدم.إي يو (الإنجليزية)
- دييغو أغيلار على موقع Soccerway.com (الإنجليزية)